# La Main à la pâte
La main à la pâte est une fondation qui a pour objectif de développer un enseignement des sciences fondé sur l’investigation, à l’école primaire et au collège.
Lancée en 1996 à l’initiative de Georges Charpak, prix Nobel de physique, puis de Pierre Léna et Yves Quéré avec le soutien de l’Académie des sciences, La Main à la pâte est devenue en 2012 une fondation de coopération scientifique fondée par l’Académie des sciences, l’École normale supérieure (Paris) et l’École normale supérieure de Lyon. La Fondation La main à la pâte poursuit et amplifie les actions conduites en France et dans le monde.
Elle est accompagnée par l'association Les Amis de La main à la pâte (créée en 2015 - loi de 1901) qui mobilise des réseaux d'entraide de proximité sur des projets d'éducation en science et technologie dans un cadre scolaire.

## Principes
Depuis ses débuts, l’action de La main à la pâte a pour objectif premier d’aider les enseignants à découvrir (pour les professeurs de l’école primaire) et à enseigner la science en mettant en œuvre une pédagogie d’investigation permettant de stimuler chez les élèves esprit scientifique, compréhension du monde et capacités d’expression.
Les dix principes, élaborés en 1998, résument l’essentiel de ce qui est proposé par La main à la pâte :
- les six premiers décrivent de façon simple la pédagogie sous-jacente. Cependant, l’un de ces principes se réfère au cahier d’expériences qui est constitué d’écrits individuels, de groupe et collectifs, ce qui est nouveau ;
- les quatre derniers concernent l’accompagnement, dont un accompagnement par un site Internet (créé en 1997) et par des scientifiques issus de la recherche académique ou de l’entreprise.

L’un des fondements de l’action de La main à la pâte est de fournir cette aide, par différents moyens, de manière gratuite.

## Historique

### Georges Charpak, initiateur de La Main à la pâte
Né en 1924 en Ukraine, Georges Charpak arrive en France avec ses parents à l’âge de 7 ans. Il apprend rapidement le français qui va devenir pour lui une nouvelle langue maternelle, et aime l’école au point qu’il estimera toute sa vie avoir une dette à son égard. Brillant élève, il aborde les études supérieures au moment de la guerre. Engagé dans la Résistance, il est arrêté et déporté sous le faux nom de Charpentier au camp de concentration de Dachau.
Après sa libération en 1945, il entre à l’École des mines de Paris et, diplôme en poche, se lance aussitôt dans la recherche au sein du laboratoire de physique nucléaire de Frédéric Joliot-Curie. Attiré par la physique des particules élémentaires, il entre au CERN (le Centre Européen de Recherche Nucléaire) à Genève, à l’invitation du physicien américain Leon Lederman. Là, il va se consacrer à l’instrumentation de pointe, et développer les détecteurs de particules de nouvelle génération dits « multifils ». Cette technologie permettra plusieurs découvertes majeures en physique des particules et lui vaudra l’attribution du Prix Nobel de physique en 1992.
C’est à Chicago que Georges Charpak découvre le programme d’enseignement des sciences Hands on, créé en 1992 par Leon Lederman pour lutter contre l’échec scolaire et la violence dans les quartiers défavorisés. À son retour, s'appuyant sur l'Académie des sciences dont il est membre, il s’engage dans l’opération La Main à la pâte, aventure qui le passionnera jusqu’à son décès en 2010.

### Le rôle de l'Académie des sciences
L'Académie des sciences, fondée en 1666, est chargée par ses statuts (article 2) de « veiller à la qualité de l’enseignement des sciences ».
En 1995, Georges Charpak, membre de l'Académie depuis 1985, convainc le ministre de l'Éducation nationale de l’époque d'envoyer une mission d'étude dans des écoles des quartiers défavorisés de Chicago. Se joignaient à cette mission les physiciens Yves Quéré (physicien des solides) et Pierre Léna (astrophysicien), tous deux membres de l'Académie des sciences. Un rapport sur les expérimentations nord-américaines et leur compatibilité avec le contexte français est demandé à l’INRP (Institut national de recherche pédagogique).
Début avril 1996 est organisé au Futuroscope de Poitiers en présence des trois académiciens un séminaire de réflexion sur l'enseignement des sciences à l'école primaire à l'intention des Inspecteurs de l’Éducation Nationale. Les trois académiciens promettent alors aux inspecteurs un accompagnement au quotidien s’ils acceptent l’enjeu proposé. En juillet 1996, l’Académie des sciences par un vote unanime de ses membres soutient le projet et poursuivra sans faille ce soutien par la suite.
En septembre 1996, Georges Charpak, Pierre Léna et Yves Quéré réunissent autour d'eux chercheurs et pédagogues à la Fondation des Treilles, fondation au service des sciences et des arts, qui les accueillera pendant une décennie.

### De l'expérimentation au PRESTE
Dans le Bulletin officiel du 5 septembre 1996, les principes du développement souhaité de l'enseignement des sciences à l'école primaire sont énoncés. Au cours du dernier trimestre 1996, des maîtres volontaires de 344 écoles de cinq départements (Loire-Atlantique, Loir-et-Cher, Meurthe-et-Moselle, Rhône, et Yvelines) mettent la main à la pâte.
Pour assurer un accompagnement au niveau national, l’Académie des sciences, avec l’INRP, s’est entourée d’acteurs qui allaient constituer plus tard l’équipe de La main à la pâte. Grâce à Georges Charpak et la délégation interministérielle à la ville (actuellement Comité interministériel des villes), l’équipe a créé un site Internet (inauguré en 1998) pour les enseignants, site qui a permis aussi bien des échanges entre collègues, des dialogues entre scientifiques et enseignants que la mise à disposition de toutes ressources utiles, comme des séquences d’enseignement. Comme en France, ce genre de documents n’existait pas, le site a accueilli la traduction de modules d’enseignement (Insights) conçus aux États-Unis. Depuis, ces documents n’y sont plus et les activités pour la classe du site sont essentiellement de production française.
L’année 1997-1998 vit l’expérimentation, toujours pilotée par le ministère de l’Éducation nationale et l’Académie des sciences, s’étendre à 2000 classes réparties dans 48 départements.
En novembre 1997 sont décernés pour la première fois, dans la grande salle des séances de l’Académie des sciences, en présence d’un ministre, les prix de La Main à la pâte désormais annuels distinguant les meilleures réalisations accomplies.
Pour garantir la qualité scientifique et pédagogique de différents produits commerciaux (livres, cédéroms, etc.), l’Académie des sciences dépose en 1998 la marque et le logo La main à la pâte. Leur droit d’usage est attribué par un comité de la marque indépendant et les droits perçus permettent de financer chaque année les prix de La main à la pâte.
1999 a été marqué par un grand colloque national qui s’est déroulé à la Bibliothèque nationale de France, intitulé : « A propos de La Main à la pâte : les sciences et l’école primaire » et la remise au ministre de l’époque du rapport de Jean-Pierre Sarmant (Inspecteur général de l’Éducation nationale) qui concluait par une adhésion à la rénovation entreprise et à ses principes.
En juin 2000, le ministre de l'Éducation nationale annonce la création d’un plan triennal de rénovation de l’enseignement des sciences et de la technologie à l’école (PRESTE)(consultable au BO no 23 du 15 juin 2000). Une déclaration commune est formulée par la Direction de l’enseignement scolaire du ministère de l’Éducation nationale et de l’Académie des sciences.
Durant la durée de ce plan, les programmes de l’école primaire ont été revus (en 2002) ainsi que les fiches connaissances, et des documents (Enseigner les sciences à l’école et découverte du monde à l’école maternelle) ont été élaborés par le Ministère et l’Académie des sciences et l’équipe de La main à la pâte.

### L'implication des scientifiques
Acteurs et témoins de la science telle qu’elle se fait, les scientifiques contribuent à en donner une représentation vivante et stimulante.
En 1998, la première édition de l’université d’automne Graines de sciences est organisée, afin de réunir pendant une semaine, durant les vacances scolaires, des scientifiques avec des enseignants de l’école primaire et des maîtres-ressources essentiellement. Chaque chercheur anime des ateliers, liés aux thématiques de ses recherches (sans forcément de lien avec le programme de l’école primaire), en jouant le jeu de La Main à la pâte, c’est-à-dire en accordant une grande importance au questionnement, en illustrant son propos d'expériences simples, et en faisant participer les enseignants, ce qui conduit à des échanges stimulants et enrichissants. Depuis lors, « Graines de sciences » accueille chaque année une trentaine d’enseignants.
Cette implication des scientifiques va également s'illustrer avec la mise en place progressive de l’ASTEP (Accompagnement en Science et Technologie à l’École Primaire). Ce dispositif encourage des chercheurs, des étudiants de formation scientifique, des ingénieurs et techniciens d’entreprises à seconder les enseignants du primaire dans la mise en œuvre et le déroulement d’une démarche d’investigation conforme aux programmes de l’école. Ils assurent un rôle d’accompagnateur qui peut prendre diverses formes (en classe, parrainage, à distance…). Leur présence aux côtés des enseignants est l’occasion pour ces derniers d’aborder avec moins d’appréhension le programme de science, de prendre de l’assurance dans la conduite des démarches scientifiques ou technologiques et de consolider leur maîtrise des contenus. Un réseau de correspondants locaux permet de faciliter la mise en place du dispositif.

### La mise à disposition de ressources pour enseignants et formateurs
Dans ses premières années, La main à la pâte supervise la traduction et l’adaptation par des classes françaises de ressources produites aux États-Unis, les modules Insights créés pour permettre aux enseignants de s’immerger dans l’investigation. En 1998, ils sont alors mis gratuitement à la disposition de tous sur le site Internet de La Main à la pâte.
Démarre ensuite une démarche de mutualisation : les enseignants sont invités à partager leurs propres activités de classe, ensuite validées sur le plan scientifique et pédagogique par La Main à la pâte avant d’être mis en ligne. Depuis, de nombreuses autres ressources viennent régulièrement enrichir le site (partenariat avec le magazine La Classe, ressources pour le collège, pour la formation, produits labellisés, documentation…).
À partir des années 2000, l’équipe de La main à la pâte produit et diffuse ses propres ressources « clé en main » pour la classe. C’est le début des projets thématiques, réalisés avec l’appui de scientifiques et de pédagogues au rythme d’un par an : Sur les pas d’Ératosthène, L’Europe des découvertes, Vivre avec le soleil, Le Climat, Ma planète et moi, Découvertes en pays d’Islam, Calendriers, Miroirs du ciel et des cultures, Ma maison, À l’école de la biodiversité, Quand la Terre gronde, Les Écrans, Le Cerveau et l’enfant.
Ces projets sont traduits dans plusieurs langues (dans leur version Internet ou livre) contribuant ainsi à leur diffusion dans les communautés éducatives du monde entier.

### Favoriser les initiatives locales
En 2000 a été créé un réseau de centres pilotes La main à la pâte avec le soutien du Comité interministériel des villes. Ce réseau rassemble des équipes qui, à l’échelle d’une ville, d’une circonscription voire d’un département, ont développé des dispositifs originaux et innovants pour accompagner la rénovation de l'enseignement des sciences et de la technologie dans les écoles. Il est coordonné par l'équipe de La Main à la pâte qui veille à capitaliser les expériences, à mutualiser les ressources et à permettre les échanges pour un travail en commun. Actuellement le réseau comprend une vingtaine de centres répartis sur tout le territoire.

### La création d'un réseau international
La dimension internationale du travail de La Main à la pâte est présente dès ses débuts, les expérimentations conduites par Leon Lederman à Chicago en constituant un des éléments déclencheurs qui, associé à la longue tradition française de pédagogie active et d’enseignement scientifique, devait susciter la création du programme français. Les réseaux internationaux propres à la communauté scientifique ont ensuite largement contribué à la diffusion mondiale d’idées nouvelles concernant la réforme de l’enseignement des sciences à l’école primaire, idées portées dans beaucoup de ces instances par les représentants de La main à la pâte, et qui font notamment de la maîtrise des connaissances scientifiques élémentaires un enjeu de la formation de citoyens éclairés.
Les différentes expérimentations menées (notamment aux États-Unis, en Suède, en Angleterre, en France) à la fin des années 1990 ont également conduit ces différents partenaires à dialoguer sur le plan des méthodes, des stratégies, de l’évaluation et à converger vers une définition solide et partagée de ce qu’on désigne désormais sous le nom d’inquiry-based science education (IBSE) ou encore, en français, d’enseignement des sciences fondé sur l’investigation (ESFI).
Dans un troisième temps, de nombreux partenaires, provenant notamment de grands pays émergents (Brésil, Chine), ont voulu s’inspirer de ces méthodes et de ces expériences pour réformer leur enseignement scientifique, et ont pris contact avec le programme français, qui présentait l’avantage d’une diffusion gratuite et respectueuse de la diversité des contextes culturels.
Quatrième étape, la constitution de réseaux européens grâce à des réponses à projets de la Commission européenne a permis d’installer ces enjeux au sein des priorités de la Commission et des pays membres de l’Union, comme en témoigne notamment le rapport Rocard. C’est ainsi que La main à la pâte coordonne successivement trois projets européens consacré à l’éducation à la science : Science Educ, Pollen (2006-2009, impliquant 12 pays de l’UE) et Fibonacci (2010-2013, impliquant jusqu’à 24 pays de l’UE).
La participation active de membres de La Main à la pâte aux travaux de plusieurs organisations internationales (IAP The global network of science academies, OCDE, UNESCO…) a également permis d'inscrire ces questions au cœur des agendas internationaux sur l'éducation.
Quinze ans après ses débuts, les relations internationales de La Main à la pâte concernent plus de cinquante pays et trois réseaux régionaux (Union européenne, Asie du Sud-Est, Amérique latine).

### Du primaire au collège
Au début des années 2000, l’idée d’atténuer la rupture de pédagogie entre l’école primaire et la classe de 6e au niveau de l’enseignement scientifique commence à germer. Après la publication de rapports par l’Académie des sciences et l’Académie des technologies, une réflexion s’engage avec le ministère de l’Éducation nationale sur la possibilité de maintenir la science et la technologie en un seul enseignement, en conservant la démarche d’investigation qui a fait ses preuves en primaire.
C’est la naissance de l’Enseignement intégré de science et technologie (EIST), qui sera expérimenté en classes de 6e et 5e dans une cinquantaine de collèges français entre 2006 et 2010. Il s’agit d’un concept nouveau : un seul professeur présente à ses élèves en groupes réduits, les connaissances des programmes de sciences physiques et chimiques, de sciences de la vie et de la Terre et de technologie de manière intégrée, afin de leur donner la perception d’unité de la science. Ce dispositif repose sur une coopération étroite entre les professeurs des trois disciplines : ceux-ci se concertent pour déterminer et préparer les cours ensemble. Pour s’engager dans l’EIST, les enseignants doivent contacter leur rectorat.
En 2009, un rapport de l’inspection générale de l’éducation nationale qualifie l’EIST de succès et d’expérimentation exemplaire. Ce modèle est donc poursuivi après 2010, sans prétendre toutefois à une quelconque généralisation. En 2012, il concerne environ 120 collèges. La Main à la pâte accompagne les professeurs engagés dans l’EIST grâce à une équipe et des ressources.

### S'adresser aux formateurs
Afin de toucher davantage de professeurs, La Main à la pâte commence à réaliser des actions spécifiquement dédiées « aux formateurs d’enseignants en science ». Cette initiative s’illustre en 2004 par l’organisation d’un séminaire à Erice, en Italie, réunissant des formateurs concernés par l’enseignement des sciences.
Ces rencontres deviendront régulières à partir de 2011 sous la forme des Rencontres Georges Charpak. Parallèlement, la mutualisation des ressources via le site Internet s’étend au domaine de la formation des enseignants.

### La création de la Fondation et des Maisons pour la science
En 2012, La Main à la pâte devient une fondation de coopération scientifique, la Fondation pour l'éducation à la science, dite Fondation La Main à la pâte. Celle-ci englobe l'ensemble des activités conduites jusqu'ici pour l'enseignement des sciences, au niveau national et international, au primaire comme au collège, sous le regard attentif de l’Académie des sciences, de l’École normale supérieure (Paris) et de l’École normale supérieure de Lyon, membres cofondateurs, qui forment ensemble le conseil d’administration de la Fondation.
La même année est lancé le projet des Maisons pour la science au service des professeurs. Avec le soutien des Investissements d'avenir, ces Maisons proposent aux enseignants de l'école primaire et du collège des offres de développement professionnel pour les aider à faire évoluer leurs pratiques d’enseignement des sciences, y compris des mathématiques.
Ce projet doit permettre aux enseignants de tisser ou renforcer des liens avec une science et une technique vivantes, attrayantes, enracinées dans l’Histoire. Afin de rapprocher la communauté éducative du monde scientifique, les Maisons pour la science sont implantées dans des universités.
Les quatre premières Maisons ont ouvert leurs portes à la rentrée 2012 en Alsace, en Auvergne, en Lorraine et en Midi-Pyrénées. Conçues comme des prototypes au service d’une rénovation de la formation continue en science, elles collaborent étroitement avec les instances existantes (rectorats, ESPE, IREM, organismes de recherche). Ce projet est coordonné par un Centre national établi à Paris au sein de la Fondation La Main à la pâte, et qui propose également une offre tournée vers les acteurs de la formation de toute origine géographique.